# Agata Żebro
Agata Żebro, po mężu Krzysztofek (ur. 7 kwietnia 1970) – polska siatkarka, czterokrotna mistrzyni Polski i reprezentantka Polski.

## Kariera klubowa
Była zawodniczką Kolejarza Katowice. W 1992 została zawodniczką Komfortu Police, z którym sięgnęła po mistrzostwo Polski w 1994 i 1995 oraz brązowy medal mistrzostw Polski (1996), a także trzykrotnie Puchar Polski (1993, 1994, 1995). Z zespołem Augusto Kalisz zdobyła również dwukrotnie mistrzostwo Polski (1997, 1998) i raz wicemistrzostwo Polski (1999), a także dwukrotnie Puchar Polski (1998, 1999).

## Kariera reprezentacyjna
Z reprezentacją Polski juniorek wystąpiła na mistrzostwach Europy w 1988, zajmując 6. miejsce. W reprezentacji Polski seniorek debiutowała 25 sierpnia 1994 w towarzyskim spotkaniu z młodzieżową reprezentacją Czech, 26 sierpnia 1994 debiutowała w oficjalnym towarzyskim spotkaniu z Kanadą. Dwukrotnie wystąpiła w mistrzostwach Europy (1995 – 9 m., 1997 – 6 m.). Ostatni raz w biało-czerwonych barwach wystąpiła 29 czerwca 1999 w towarzyskim spotkaniu z Hiszpanią. Łącznie reprezentowała Polskę w 128 spotkaniach, w tym 113 oficjalnych.